# Czarny terier rosyjski
Czarny terier rosyjski – rasa psa, należąca według FCI do grupy II - psów w typie pinczera i sznaucera, molosów, szwajcarskich psów pasterskich oraz innych ras. Zaklasyfikowana do sekcji psów w typie pinczera i sznaucera. Zaliczany do psów obronnych. Nie podlega próbom pracy.

## Rys historyczny
Początki rasy sięgają okresu powojennego XX stulecia. Po II wojnie światowej okazało się, że w rodzimym kraju rasy (ówczesnym Związku Radzieckim) poza kilkoma rasami wykorzystywanymi w różnych celach, nie ma jednej uniwersalnej, która mogłaby pełnić różnorodne funkcje w tak skrajnie odmiennych strefach klimatycznych występujących na obszarze tego kraju. Ze względu na rozpoczęcie prac nad wyhodowaniem tej rasy w okresie stalinowskim, psy są nieoficjalnie nazywane "psami Stalina". 
Prace nad nową rasą ruszyły z wielkim rozmachem. Zaangażowano wielu ówczesnych kynologów, biologów, genetyków. "Hodowlaną kolebką" rasy została wojskowa hodowla "Krasnaja Zwiezda". Trzy rasy wniosły znaczący wkład w powstanie nowej: Sznaucer olbrzym, Rottweiler oraz Airedale Terrier, przy czym protoplastą rasy został Sznaucer olbrzym. Kolejno utrwalając określone cechy oraz dodając nowe włączano w program hodowlany jeszcze inne rasy m.in. nowofundlandy i owczarki kaukaskie. Łącznie źródła podają, że w tworzeniu nowej rasy udział miało 17 ras. 
Celem prac było otrzymanie psa powyżej średniego wzrostu, masywnego o mocnej konstrukcji, wytrzymałego, dobrze znoszącego różne warunki klimatyczne, łatwo uczącego się, odważnego i chętnie współpracującego z człowiekiem. W końcu w roku 1979 specjaliści z  hodowli "Krasnaja Zwiezda" zdecydowali, iż prace nad tworzeniem rasy zostały zakończone. W roku 1981 hodowla "Krasnaja Zwiezda" opublikowała wzorzec rasy zatwierdzając długowłosego czarnego teriera. Tym samym został on uznany za odrębną rasę. 13 maja 1981 roku Ministerstwo Rolnictwa ZSRR w Zarządzeniu nr 19 określiło i zapisało wzorzec rasy. 
W maju 1984 roku na międzynarodowym zgromadzeniu w Meksyku rasa została oficjalnie zatwierdzona przez FCI otrzymując 327 numer standardu oraz nazwę CZARNY TERIER ROSYJSKI. Rasa wciąż podlega kształtowaniu i zmianom, co ma również wydźwięk w standardzie rasy. W 2008 roku Komisja Hodowlana Związku Kynologicznego w Rosji (RKF) zatwierdziła i ogłosiła nowy wariant proponowanego wzorca dla rasy. 10 stycznia 2011 roku FCI opublikowała nowy wzorzec dla rasy.
W 2012 roku psy tej rasy zaczęły trafiać do jednostek rosyjskiej armii, ma to być początek większych działań na rzecz wykorzystania tej rasy w wojsku. Poprzednie próby, przeprowadzane w okresie ZSRR, zostały zarzucone.

## Wygląd

### Budowa
Czarne teriery rosyjskie to psy duże, masywne, powyżej średniego wzrostu z bogato rozwiniętą okrywą włosową. Wzbudzające już samym wyglądem respekt. "Siła spokoju kudłatego olbrzyma" - to określenie doskonale rasę charakteryzuje.

### Szata
Całe ciało czarnego teriera rosyjskiego pokryte jest okrywą włosową - grubą i twardą z podszerstkiem, z lekkim załamaniem. Szczególnie ozdobny włos rozwinięty jest na brodzie, wąsach i grzywce oraz na kończynach przednich i tylnych i linii tzw. "spódnicy". Czarny terier rosyjski nie linieje w typowy sposób (m.in. jak owczarek niemiecki), a wymienia włos systematycznie. Wymaga regularnych zabiegów pielęgnacyjnych (kąpiel, czesanie i strzyżenie). Obowiązuje przyjęty wzorzec strzyżenia.

### Umaszczenie
Zgodnie ze standardem rasy czarne teriery rosyjskie są maści czarnej, lub czarnej z nieznacznym siwym przesianiem. Biorąc pod uwagę pochodzenie rasy zdarzają się również osobniki w kolorach niestandardowych: najczęściej - czarne podpalane lub czaprakowe. Bardzo rzadko rodzą się szczenięta błękitne, czarne z genem rozjaśnienia, biszkoptowe, czy sobolowe.

## Zachowanie i charakter
Psy tej rasy są odważne, pewne siebie, silne, nieufne wobec obcych z szybką reakcją obronną. Cechują się zrównoważonym charakterem. Podatne na szkolenia. Wymagają stałego kontaktu z człowiekiem. Doskonale odnajdują się w dużych domach z ogrodem, jak i małych blokowych mieszkaniach. Nie nadają się do budy i kojca. Ciche i mało ruchliwe w domu. 

## Zdrowie i pielęgnacja
W ostatnich latach na Uniwersytecie Kalifornijskim w Davis przeprowadzono badania, które potwierdziły, że w rasie występuje choroba o nazwie hyperuricosuria, którą dziedziczy się w sposób autosomalny recesywny. Za pomocą testów wykonywanych można sprawdzić status zwierzęcia względem tej choroby, to znaczy genetycznie chory (HU/HU), genetycznie zdrowy (N/N) lub genetyczny nosiciel (N/HU). W celu ograniczenia schorzenia w rasie rekomenduje się, by hodowcy planowali skojarzenia w następujących kombinacjach: N/N x N/N; N/N x N/HU; N/N x HU/HU. W październiku 2014 oficjalnie potwierdzono w rasie drugie schorzenie tła genetycznego, a mianowicie młodzieńczy paraliż krtani i polineuropatię (JLPP), która została zbadana przez naukowców z Uniwersytetu Missouri w Columbii, i również dziedziczy się w sposób autosomalny recesywny. Specyfika tej choroby polega jednak na tym, iż zwierzęta genetycznie obciążone JLPP ze względu na szereg nieprawidłowości nie dożywają wieku rozrodczego i padają do 6-go miesiąca życia lub są usypiane. Do hodowli wchodzą zatem osobniki, które są genotypowo zdrowe lub są nosicielami JLPP. W celu ograniczenia tego schorzenia w rasie rekomenduje się krycia pomiędzy osobnikami genetycznie zdrowymi oraz osobnikami genetycznie zdrowymi, a nosicielami.
Jak u wszystkich ras dużych, tak i u teriera czarnego uwagę należy zwrócić na choroby układu kostnego, a w tym głównie: dysplazję stawów biodrowych HD i dysplazję stawów łokciowych ED oraz mogące wystąpić w okresie rozwojowym: eozynofilowe zapalenie kości młodych psów i osteodystrofię przerostową. W rasie wspomina się również o chorobach oczu (ektropium i entropium), alergiach (głównie pokarmowa, kontaktowa - uczulenie na pchły, Hot spot) nowotworach i niektórych chorobach serca. Ze względu na nieodpowiednie żywienie, pielęgnację i prowadzenie bardzo często teriery czarne borykają się również z kamieniem nazębnym, grzybicami (głównie broda, wąsy), zapaleniem ucha, zapaleniem spojówek.
Czarny terier rosyjski jest rasą wymagającą regularnych kąpieli, czesania i strzyżenia zgodnego z przyjętym wzorem. W ramach utrzymania czarnego teriera w ładzie i porządku na tzw. użytek domowy należy go kąpać przynajmniej raz na 4 tygodnie i strzyc co najmniej raz na 12 tygodni. W zależności od rodzaju włosa czesać należy 1-2 razy w tygodniu. Po każdym posiłku (o ile pies je pokarm mokry) lub co najmniej 1-2 razy w tygodniu broda i wąsy powinny być porządnie umyte, co zapobiega osadzaniu się na sierści resztek pokarmowych i brudu, które są doskonałą pożywką dla grzybów i bakterii. 